# Бат (округ, Виргиния)
Округ Бат (англ. Bath County) располагается в США, штате Виргиния. По состоянию на 2010 год, численность населения составляла 4731 человек. Был образован в 1790 году, получил своё название в честь британского населенного пункта Бат

## География
По данным Бюро переписи США, общая площадь округа равняется 1386 км², из которых 1370 км² суша и 13 км² или 1,0 % это водоемы.

### Соседние округа
- Хайленд (Виргиния) — север
- Огаста (Виргиния) — северо–восток
- Рокбридж (Виргиния) — восток
- Аллегейни (Виргиния) — юг
- Гринбрайер (Западная Виргиния) — юго-запад
- Покахонтас (Западная Виргиния) — запад

## Демография
По данным переписи населения 2000 года в округе проживает 5 048 жителей в составе 2 053 домашних хозяйств и 1 451 семей. Плотность населения составляет 4 человека на км². На территории округа насчитывается 2 896 жилых строений, при плотности застройки 2 строения на км². Расовый состав населения: белые — 92,29 %, афроамериканцы — 6,28 %, коренные американцы (индейцы) — 0,22 %, азиаты — 0,38 %, гавайцы — 0,06 %, представители других рас — 0,10 %, представители двух или более рас — 0,67 %. Испаноязычные составляли 0,36 % населения независимо от расы.
В составе 28,00 % из общего числа домашних хозяйств проживают дети в возрасте до 18 лет, 58,60 % домашних хозяйств представляют собой супружеские пары проживающие вместе, 7,80 % домашних хозяйств представляют собой одиноких женщин без супруга, 29,30 % домашних хозяйств не имеют отношения к семьям, 26,30 % домашних хозяйств состоят из одного человека, 12,10 % домашних хозяйств состоят из престарелых (65 лет и старше), проживающих в одиночестве. Средний размер домашнего хозяйства составляет 2,34 человека, и средний размер семьи 2,80 человека.
Возрастной состав округа: 21,00 % моложе 18 лет, 5,50 % от 18 до 24, 28,20 % от 25 до 44, 28,50 % от 45 до 64 и 16,70 % от 65 и старше. Средний возраст жителя округа 42 лет. На каждые 100 женщин приходится 100,60 мужчин. На каждые 100 женщин старше 18 лет приходится 99,20 мужчин.
Средний доход на домохозяйство в округе составлял 35 013 USD, на семью — 41 276 USD. Среднестатистический заработок мужчины был 30 238 USD против 21 974 USD для женщины. Доход на душу населения составлял 23 092 USD. Около 5,80 % семей и 7,80 % общего населения находились ниже черты бедности, в том числе — 5,40 % молодежи (тех кому ещё не исполнилось 18 лет) и 12,90 % тех кому было уже больше 65 лет.